# Plateau d'Ordos
 (février 2015).
Si vous disposez d'ouvrages ou d'articles de référence ou si vous connaissez des sites web de qualité traitant du thème abordé ici, merci de compléter l'article en donnant les références utiles à sa vérifiabilité et en les liant à la section « Notes et références ».

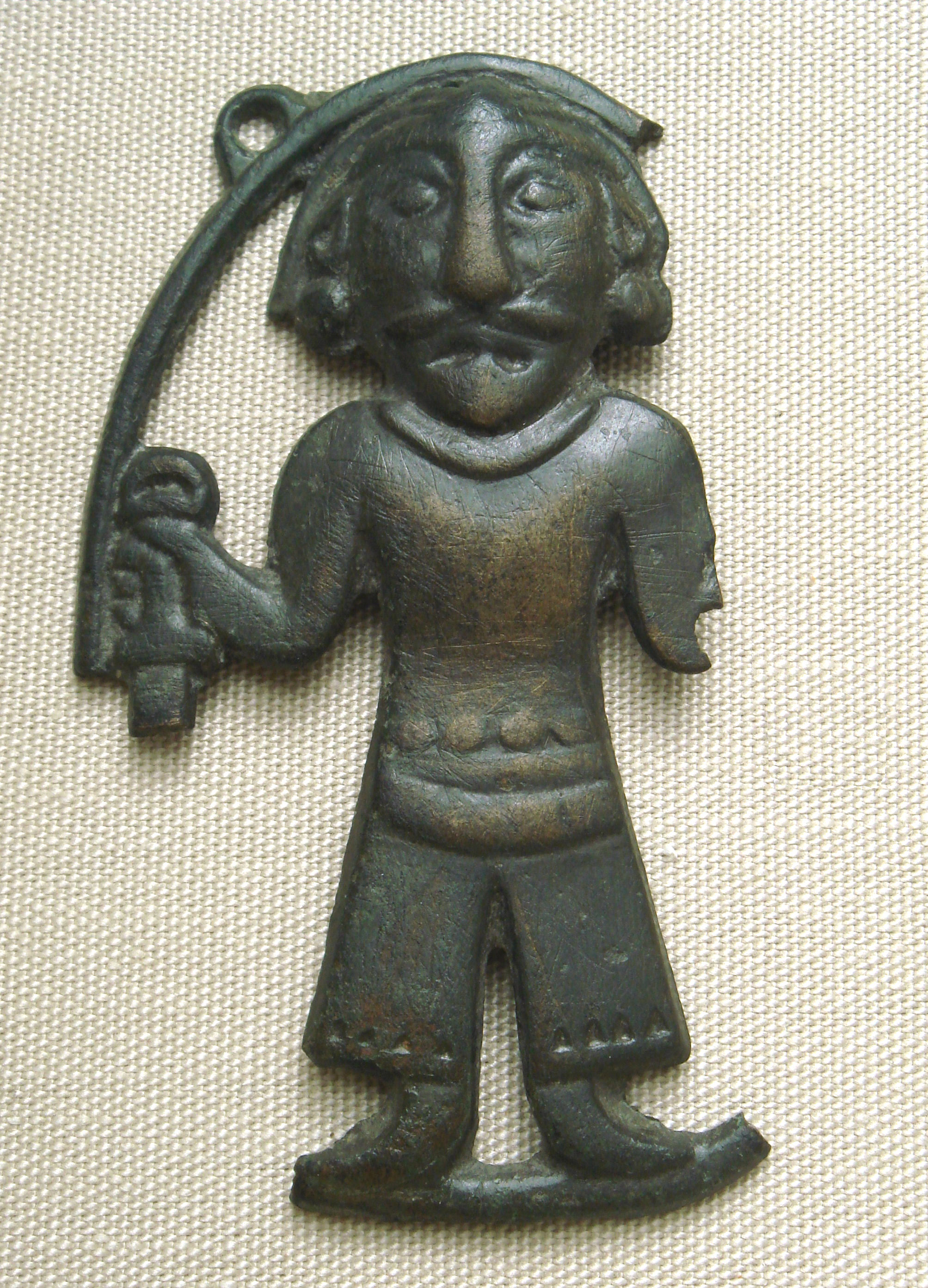
statuette de la Culture de l'Ordos datant entre le avant notre ère.

Le Plateau d'Ordos chinois : 鄂尔多斯高原 ; pinyin : è'ěrduōsī gāoyuán est un plateau situé en Mongolie-Intérieure, en République populaire de Chine, dont la limite Nord, d'Ouest en Est est délimitée par la boucle du fleuve Jaune située dans une partie de la région de Hetao (河套) et la frontière Sud par l'intersection de la Grande Muraille et du plateau de Lœss. Son nom provient du terme mongol ordo.

## Physionomie
La majorité du plateau est situé entre 1 300 et 1 500 mètres d'altitude, les vallées de l'Est descendent vers 1000 mètres et le reste est situé au-dessus de 1600 mètres.
Le plateau montagneux situé au Nord-Est 2 149 mètres est orienté nord-sud.

## Climat
Les précipitations annuelles sont comprises entre 150 et 500 mm.
Le nombre de jours annuels sans gel est d'environ 130 à 170.
Une étude effectuée à partir de photographies satellites entre 1982 et 1993 sur le plateau d'Ordos montre une progression significative de la biomasse, principalement autour du fleuve Jaune, sans augmentation des précipitations, mais en raison de cultures, notamment arboricoles et de la plantation d'arbres pour lutter contre la désertification.